# キバハ
キバハ（英: Kibaha）は、タンザニア東部の都市。人口は12万8488人（2012年）である。プワニ州の州都で、州内に6つある県のひとつでもある。北でバガモヨ県と、東でダルエスサラームと、南でキサラウェ県と、西でモロゴロ州とそれぞれ接する。

## 地区
キバハ県は下記の9地区に分けられる。
- キバハ (Kibaha)
- クワラ (Kwala)
- マギンドゥ (Magindu)
- マイリモジャ (Maili Mmoja)
- ムランディジ (Mlandizi)
- ルブ (Ruvu)
- ソガ (Soga)
- トゥンビ (Tumbi)
- ビシガ (Visiga)